# Haïbongo
Haïbongo is een gemeente (commune) in de regio Timboektoe in Mali. De gemeente telt 14.300 inwoners (2009).